# Wilfried Lorenz
Wilfried Lorenz (Rostock, 18 de enero de 1932) es un deportista de la RDA que compitió en vela en la clase Dragon. Participó en los Juegos Olímpicos de Tokio 1964, obteniendo una medalla de plata en la clase Dragon.

## Palmarés internacional
| Representando al Equipo Alemán Unificado |               |                  |        |
| Juegos Olímpicos                         |               |                  |        |
| Año                                      | Lugar         | Medalla          | Clase  |
| 1964                                     | Tokio (Japón) | Medalla de plata | Dragon |